# シロオリックス
シロオリックス（Oryx dammah）は、哺乳綱ウシ目（偶蹄目）ウシ科オリックス属に分類される偶蹄類。

## 分布
アルジェリア、エジプト、スーダン、セネガル、チャド、ニジェール、マリ共和国、モーリタニア、モロッコ、リビアに分布していたが絶滅。チュニジア南部に再導入、アメリカ合衆国（テキサス州）に移入。

## 形態
体長175センチメートル。尾長45-60センチメートル。肩高110-125センチメートル。体重180-220キログラム。全身の毛衣は黄白色。額（額斑）から吻端（鼻斑）にかけてと眼から下部（眼斑）にかけて暗褐色や赤褐色、暗灰色の斑紋が入り、額斑と鼻斑は繋がるが眼斑は繋がらない。頚部の毛衣は赤褐色。
雌雄共に後方へ湾曲した角がある。角長80-127センチメートル。
出産直後の幼獣の毛衣は淡黄褐色で、暗色斑が入らない。

## 生態
砂漠やサヘルに生息していた。小規模な群れを形成して生活する。以前は季節によって1000頭以上の大規模な集団で移動を行い6-7月の雨季になるとサハラ砂漠中部へ北上し、3-5月の乾季になるとサハルへ南下していた。しかし近年では環境の変化に伴い大規模な群れを形成して移動することはなくなり、限られた範囲で生活することが多くなった。
食性は植物食で、主に草を食べるが、果実などを食べる。水が豊富な環境では毎日水を飲むが、長期間水を飲まなくても生活することができる。
繁殖形態は胎生。妊娠期間は242-256日。主に9-11月に1回に1頭の幼獣を産む。

## 人間との関係
乱獲、家畜との競合などにより生息数が激減した。19世紀にサハラ砂漠北部で絶滅し、近年まではサハラ砂漠の南縁にのみ分布すると考えられていた。1964年における生息数は4,000頭、1981年における生息数は1,500頭と推定されていた。一方でニジェールにおける1986年の調査、チャドにおける1997年および1998年の調査でも本種やその痕跡を確認できず、野生個体は絶滅したと考えられている。飼育下個体を繁殖させ、再導入する試みが進められている。1991年にはチュニジアで191頭が再導入された。
日本国内では1968年に多摩動物公園が初めて飼育下繁殖に成功した。